# Espinosa de Cervera
Espinosa de Cervera és un municipi de la província de Burgos a la comunitat autònoma de Castella i Lleó. Forma part de la comarca de Comarca del Arlanza.

## Demografia
| 1991 | 1996 | 2001 | 2004 |
| ---- | ---- | ---- | ---- |
| 127  | 120  | 110  | 99   |